# K.K. Partizan 1967-1968
Questa pagina raccoglie le informazioni riguardanti il Košarkaški klub Partizan nelle competizioni ufficiali della stagione 1967-1968.

## Roster
| N° | Naz.                  | Ruolo | Sportivo           |  | Alt. |  |
| -- | --------------------- | ----- | ------------------ |  | ---- |  |
| 4  | Jugoslavia (bandiera) |       | Slobodan Jelić     |  |      |  |
| 5  | Jugoslavia (bandiera) |       | Raičević           |  |      |  |
| 6  | Jugoslavia (bandiera) |       | Borislav Žutić     |  |      |  |
| 7  | Jugoslavia (bandiera) |       | Blagoje Janković   |  |      |  |
| 8  | Jugoslavia (bandiera) |       | Slobodan Sremčević |  |      |  |
| 9  | Jugoslavia (bandiera) |       | Mirko Glogovac     |  |      |  |
| 10 | Jugoslavia (bandiera) | C     | Josip Farčić       |  | 200  |  |
| 11 | Jugoslavia (bandiera) |       | Miloš Bojović      |  |      |  |
| 12 | Jugoslavia (bandiera) |       | Zoran Džakula      |  |      |  |
| 13 | Jugoslavia (bandiera) |       | Jovan Janjić       |  |      |  |
| 14 | Jugoslavia (bandiera) | C     | Žarko Zečević      |  |      |  |
| 15 | Jugoslavia (bandiera) |       | Radovan Radović    |  |      |  |
|    | Jugoslavia (bandiera) |       | Stanković          |  |      |  |
|    | Jugoslavia (bandiera) |       | Ljuba Janjić       |  |      |  |
|    | Jugoslavia (bandiera) | All.  | Branislav Rajačić  |  |      |  |